# Palena (Itália)
Palena é uma comuna italiana da região dos Abruzos, província de Chieti, com cerca de 1.477 habitantes. Estende-se por uma área de 91 km², tendo uma densidade populacional de 16 hab/km². Faz fronteira com Ateleta (AQ), Campo di Giove (AQ), Cansano (AQ), Gamberale, Lettopalena, Montenerodomo, Pacentro (AQ), Pescocostanzo (AQ), Taranta Peligna.

## Demografia
| Variação demográfica do município entre 1861 e 2011                               |
|                                                                                   |
| Fonte: Istituto Nazionale di Statistica (ISTAT) - Elaboração gráfica da Wikipedia |